# Ringarooma River
Ringarooma River är ett vattendrag i Australien. Det ligger i delstaten Tasmanien, i den sydöstra delen av landet, omkring 230 kilometer norr om delstatshuvudstaden Hobart.
Trakten runt Ringarooma River består till största delen av jordbruksmark. Runt Ringarooma River är det mycket glesbefolkat, med 2 invånare per kvadratkilometer. Genomsnittlig årsnederbörd är 847 millimeter. Den regnigaste månaden är augusti, med i genomsnitt 104 mm nederbörd, och den torraste är januari, med 26 mm nederbörd.